# Aivar Rehemaa
Aivar Rehemaa, né le 28 septembre 1982 à Tartu, est un fondeur estonien. 

## Biographie
En équipe nationale depuis 2001, il gagne son premier titre en 2002 quand il devient champion du monde junior du trente kilomètres classique. Il marque ses premiers points pour la Coupe du monde en 2003 à Otepää (27e). Rehemaa prend part à son premier championnat du monde cet hiver à Val di Fiemme.
Après deux années sans point au classement général, il retrouve le top trente en 2006-2007, avant d'atteindre le top dix en 2008-2009 à l'occasion du prologue du Tour de ski, dont il se classe quatrième. Cette année, il termine aussi huitième d'un quinze kilomètres classique à Valdidentro et dixième du cinquante kilomètres libre aux Championnats du monde à Liberec. Aux Championnats du monde 2013 à Val di Fiemme, il établit sa meilleure performance dans les grands événements avec une septième place finale au quinze kilomètres libre.
Il signe un ultime top dix lors de la saison 2013-2014 avec une dixième place au prologue du Tour de ski.
Il a participé à trois éditions des Jeux olympiques d'hiver en 2006, 2010 et 2014. Il a obtenu son meilleur résultat aux Jeux de Turin 2006, avec une huitième place lors du relais, tandis que son meilleur résultat individuel est 32e de la poursuite en 2006. 
Il est le cousin de la fondeuse à succès Kristina Šmigun-Vähi et aussi Katrin Šmigun.

## Palmarès

### Jeux olympiques d'hiver
| Épreuve / Édition | Sprint                           | Sprint                           | 15 km                            | 15 km                            | Poursuite / Skiathlon 2 × 15 km | 50 km | Relais | Relais    |
| Épreuve / Édition | libre                            | classique                        | libre                            | classique                        | Poursuite / Skiathlon 2 × 15 km | 50 km | Sprint | 4 × 10 km |
| JO 2006 Turin     | 54e                              | Épreuve inexistante à cette date | Épreuve inexistante à cette date | —                                | 32e                             | 35e   | —      | 8e        |
| JO 2010 Vancouver | Épreuve inexistante à cette date | —                                | 51e                              | Épreuve inexistante à cette date | 37e                             | 34e   | —      | 14e       |
| JO 2014 Sotchi    | —                                | Épreuve inexistante à cette date | Épreuve inexistante à cette date | 40e                              | 50e                             | 44e   | —      | 10e       |

Légende :
- : pas d'épreuve
- — : non disputée par Rehemaa

### Championnats du monde
Meilleur résultat : 7e lors du 15 km libre en 2013.
| Épreuve / Édition           | Sprint                           | Sprint                           | 15 km                            | 15 km                            | Poursuite / Skiathlon 2 × 15 km | 30 km                            | 50 km | Relais | Relais    |
| Épreuve / Édition           | libre                            | classique                        | libre                            | classique                        | Poursuite / Skiathlon 2 × 15 km | 30 km                            | 50 km | sprint | 4 x 10 km |
| Mondiaux 2003 Val di Fiemme | 42e                              | Épreuve inexistante à cette date | Épreuve inexistante à cette date | —                                | 41e                             | 19e                              | -     | —      | 8e        |
| Mondiaux 2007 Sapporo       | Épreuve inexistante à cette date | —                                | -                                | Épreuve inexistante à cette date | 42e                             | Épreuve inexistante à cette date | 32e   | —      | 12e       |
| Mondiaux 2009 Liberec       | —                                | Épreuve inexistante à cette date | Épreuve inexistante à cette date | 39e                              | 29e                             | Épreuve inexistante à cette date | 10e   | 8e     | 8e        |
| Mondiaux 2011 Oslo          | —                                | Épreuve inexistante à cette date | Épreuve inexistante à cette date | —                                | 57e                             | Épreuve inexistante à cette date | 32e   | —      | 10e       |
| Mondiaux 2013 Val di Fiemme | Épreuve inexistante à cette date | —                                | 7e                               | Épreuve inexistante à cette date | 29e                             | Épreuve inexistante à cette date | 43e   | -      | 15e       |
| Mondiaux 2015 Falun         | Épreuve inexistante à cette date | —                                | 29e                              | Épreuve inexistante à cette date | 29e                             | Épreuve inexistante à cette date | 26e   | -      | 16e       |
| Mondiaux 2017 Lahti         | —                                | Épreuve inexistante à cette date | Épreuve inexistante à cette date | 31e                              | 33e                             | Épreuve inexistante à cette date | 48e   | —      | DSQ       |

Légende :
- : pas d'épreuve
- — : non disputée par Rehemaa
- DSQ : disqualification

### Coupe du monde
- Meilleur classement général : 32e en 2009.
- Meilleur résultat individuel : 8e en 2009.

#### Classements en Coupe du monde
| Année     | Classement général final | Classement distance | Classement sprint |
| 2002-2003 | 108e                     |                     |                   |
| 2003-2004 | 104e                     |                     | 65e               |
| 2006-2007 | 155e                     | 102e                |                   |
| 2007-2008 | 131e                     | 74e                 |                   |
| 2008-2009 | 32e                      | 26e                 | 58e               |
| 2009-2010 | 111e                     | 83e                 | 76e               |
| 2010-2011 | 131e                     | 81e                 |                   |
| 2011-2012 | 132e                     | 82e                 |                   |
| 2012-2013 | 119e                     | 76e                 |                   |
| 2013-2014 | 116e                     | 68e                 |                   |

### Championnats du monde juniors
Médaille d'or sur 30 km classique en 2002.